# Liechtensteinische Botschaft in Berlin

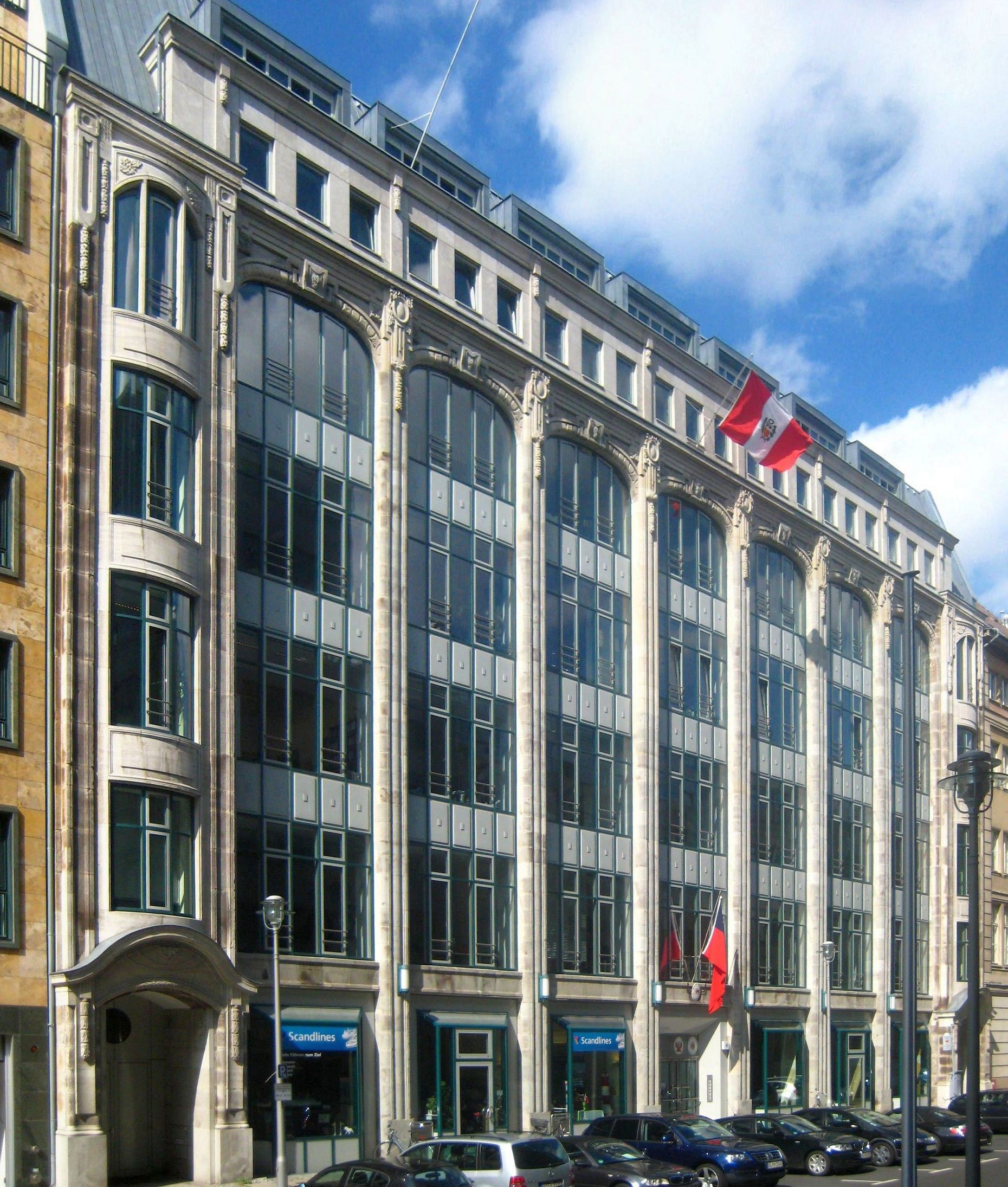
Botschaftsgebäude von Liechtenstein und Chile in der Mohrenstraße 42

Die liechtensteinische Botschaft in Berlin ist die diplomatische Vertretung des Fürstentums Liechtenstein in der Bundesrepublik Deutschland. Sie befindet sich in der Mohrenstraße 42 im Ortsteil Mitte des gleichnamigen Bezirks.
Botschafterin ist seit dem 29. August 2017 Isabel Frommelt-Gottschald.
Der Botschaft Liechtensteins in Berlin unterstehen Honorarkonsulate in Frankfurt am Main, Hamburg und München.

## Geschichte
Am 6. Mai 1952 nahmen Liechtenstein und die Bundesrepublik Deutschland diplomatische Beziehungen auf. Seit dem Jahr 2000 vertrat ein nicht-residierender Botschafter das Fürstentum Liechtenstein in Deutschland. Diese Aufgabe übernahm zunächst der Leiter des Amts für Auswärtige Angelegenheiten Roland Marxer. 2002 wurde Josef Wolf als erster residierender Botschafter von der Regierung des Fürstentums Liechtenstein nach Berlin entsandt.
Seit dem 28. Juni 1973 gab es diplomatische Beziehungen zwischen Liechtenstein und der DDR. Sie bestanden bis zur deutschen Wiedervereinigung im Jahr 1990. Die Interessen Liechtensteins wurden durch den Botschafter der Schweiz in Ost-Berlin vertreten.

## Gebäude
Das Geschäftshaus in der Berliner Mohrenstraße 42 entstand um 1900. Zwischen 1996 und 1998 wurde das Gebäude, dessen historische Front in Teilen erhalten ist, zu einem modernen Bürohauskomplex umgestaltet. Im Januar 2003 bezog die Botschaft Liechtensteins hier ihre Räumlichkeiten. Das Gebäude beherbergt auch die Botschaft Chiles. Die Botschaft Perus hatte hier ebenfalls zeitweise ihren Sitz.

## Botschafter
- 10. Dezember 2002: Josef Wolf
- 23. März 2007: Stefan von und zu Liechtenstein
- 29. August 2017: Isabel Frommelt-Gottschald[7]